# Claude-Yves Gosselin

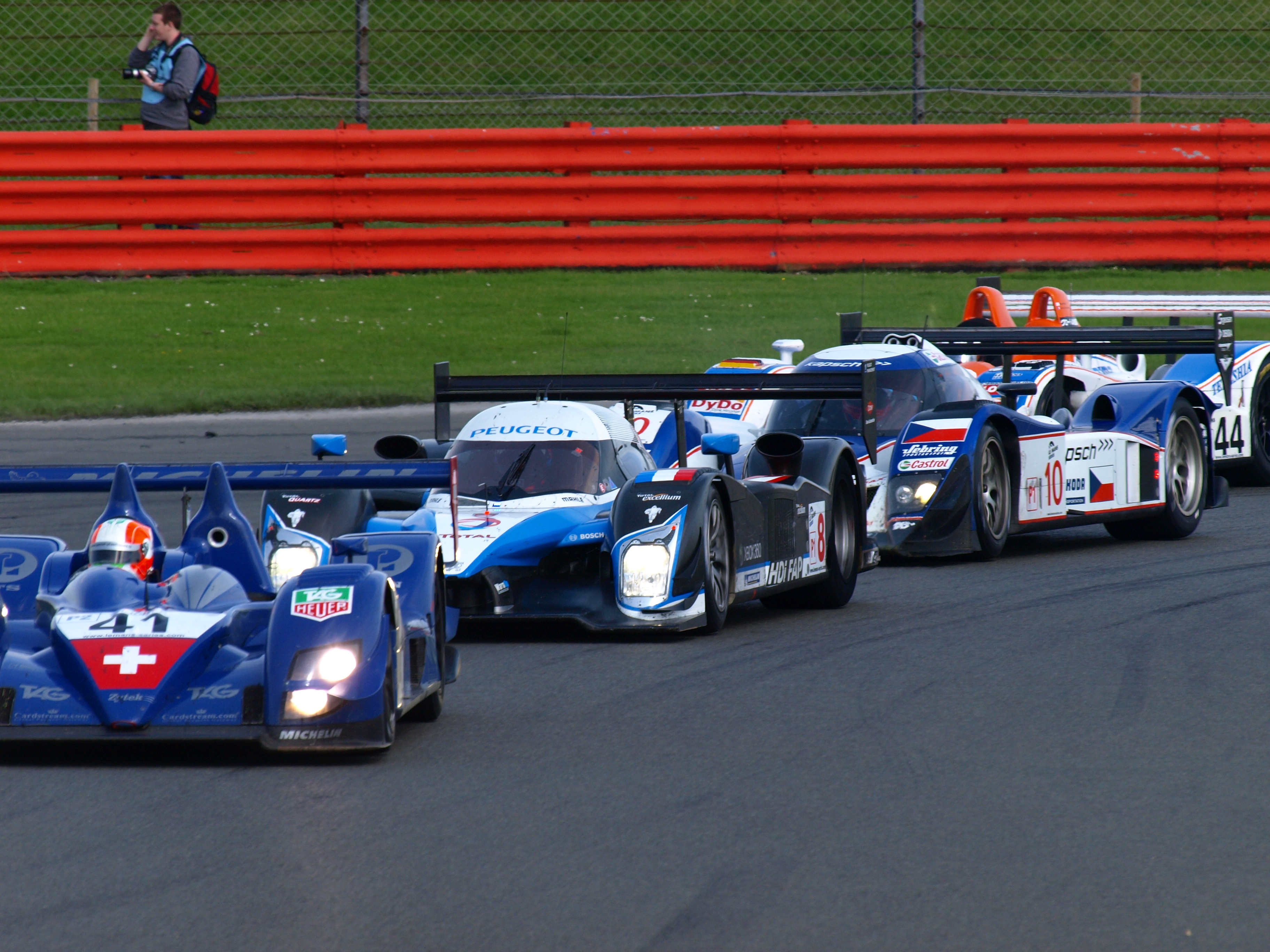
Der Zytek 07S (Startnummer 41) von Claude-Yves Gosselin, Karim Ojjeh und Adam Sharpe beim 1000-km-Rennen von Silverstone 2008

Claude-Yves Gosselin (* 19. Dezember 1961 in Caen) ist ein französischer  Autorennfahrer und Unternehmer.

## Unternehmer
Claude-Yves Gosselin ist Vorstandsvorsitzender von Gosselin, einem auf allen Kontinenten tätigen französischen Familienunternehmen, das seinen Stammsitz in Lille hat und Laboreinrichtungen produziert. 

## Karriere im Motorsport
Über die nationale Formel-Opel-Meisterschaft kam Gosselin 1995 mit einem eigenen Rennteam in die Internationale Formel-3000-Meisterschaft. Die Saison verlief wenig erfolgreich und Gosselin wechselte im folgenden Jahr in den GT-Sport. Er fuhr im Porsche Supercup, der französischen GT-Meisterschaft und ab 1999 für das Team von Paul Belmondo in der FIA-GT-Meisterschaft.
Zwischen 1998 und 2015 bestritt Gosselin 94 GT- und Sportwagenrennen. Seine beste Platzierung war der zweite Gesamtrang, den er 1999 gemeinsam mit Belmondo beim zur französischen GT-Meisterschaft zählenden 500-km-Rennen von Valencia erzielte. Dazu kamen sechs dritte Ränge in Gesamtklassements und zwei Klassensiege.
2004 gab er sein Debüt beim 24-Stunden-Rennen von Le Mans, wo er 2005 mit dem 21. Rang die beste Platzierung im Gesamtklassement erreichte. Nach einigen Rennsaisons in der European Le Mans Series ist er seit 2012 in der Blancpain Endurance Series aktiv.

## Statistik

### Le-Mans-Ergebnisse
| Jahr | Team                 | Fahrzeug                | Teamkollege    | Teamkollege    | Platzierung | Ausfallgrund |
| ---- | -------------------- | ----------------------- | -------------- | -------------- | ----------- | ------------ |
| 2004 | Paul Belmondo Racing | Courage C65             | Paul Belmondo  | Marco Saviozzi | Ausfall     | Unfall       |
| 2005 | Paul Belmondo Racing | Courage C65             | Karim Ojjeh    | Adam Sharpe    | Rang 21     |              |
| 2006 | Paul Belmondo Racing | Courage C65             | Karim Ojjeh    | Pierre Ragues  | Ausfall     | Motorschaden |
| 2007 | PSI Experience       | Chevrolet Corvette C6.R | David Hallyday | Philipp Peter  | Rang 28     |              |
| 2008 | Trading Performance  | Zytek 07S/2             | Karim Ojjeh    | Adam Sharpe    | Ausfall     | Unfall       |
| 2009 | G.A.C. Racing Team   | Zytek 07S/2             | Karim Ojjeh    | Philipp Peter  | Ausfall     | Defekt       |